# West Unity, Ohio
West Unity là một làng thuộc quận Adams, tiểu bang Ohio, Hoa Kỳ. Năm 2010, dân số của làng này là 1671 người.

## Dân số
- Dân số năm 2000: 2903 người.
- Dân số năm 2010: 1671 người.